# Vizcondado de Benaoján
El vizcondado de Benaoján es un título nobiliario español creado por el rey Fernando VII en 1819 a favor de Marcos José Castrillo y Nava-Grimón, VI Marqués de las Cuevas del Becerro. Su nombre se refiere al municipio andaluz de Benaoján, en la provincia de Málaga. 

## Señores de Benaoján
- María Guerrero Girón, I señora de Benaoján

- Ana Ignacia Castrillo Fajardo, II señora de Benaoján

- Jerónima Carrillo y Castrillo, III señora de Benaoján

- Catalina Castrillo Fajardo, IV señora de Benaoján

- Cristóbal de Castrillo de Fajardo y Tamariz de la Escalera, V señor de Benaoján, marqués de Cuevas del Becerro, señor de Montejaque y Benaoján, caballero de la Orden de Calatrava, alcaide perpetuo de los Reales Alcázares de la ciudad de Écija. Se casó con Ana de San Vitores.[1]  Le sucedió su hijo.

- Marcos Castrillo Fajardo y Tamariz, VI señor de Benaoján,  II marqués de Cuevas del Becerro y de los señoríos de su padre.  Contrajo matrimonoo el 29 de enero de 1695 con Teresa María de Nava Gritón y Viña de Vergara. Le sucedió su hijo.[1]

- Cristóbal Castrillo Nava y Viña, VII señor de Benaoján y III marqués de Cuevas del Becerro, casado con María Ana Galindo Barrientos.[1]  Le sucedió su hijo.

- Marcos Castrillo y Fajardo, VIII señor de Benaoján y IV marqués de Cuevas del Becerro, casado con María Francisca Ezeysa y Pérez de Saavedra, hermana y heredera del marqués de Villaverde de San Isidro.[2]

- Juan Bautista Castrillo Fajardo y Ezeysa (Écija, ca. 1767-Sevilla, 29 de abril de 1841), IX señor de Benaoján y V marqués de Cuevas del Becerro y VI marqués de Villaverde de San Isidro.[2] Se casó con su tía María Agustina de Nava y Grimón.[3]

## Vizcondes de Benaoján
- Marcos José Castrillo y Nava Ezeysa, I vizconde de Benaoján, por decreto de 21 de marzo de 1819, VI marqués de Cuevas del Becerro, VII marqués de Villaverde de San Isidro y poseedor de los señoríos de su padre. Fue caballero de la Orden de Santiago y el último de su linaje que ejerció de Alcaide de los Reales Alcázares de Écija.[1]

Contrajo matrimonio con María Pastora Bernuy y Valda (n. Écija, 27 de agosto de 1786), hija d Fadrique José de Bernuy y Fernández de Henestrosa, VI marqués de Benamejí y Francisca de Paula Valda y Maldonado, hija a su vez del VII marqués de Valparaíso, VI de Villahermosa, IV de Busianos, y vizconde de Santa Clara de Avedillo.
- Juan Bautista Castrillo y Bernuy,  II vizconde de Benaoján por Real Carta de sucesión del 3 de mayo de 1848 y VII marqués de Cuevas del Becerro.[4]

- Marcos Castrillo y Medina, III vizconde de Benaoján, VIII marqués de Cuevas del Becerro, X marqués de Benamejí.

Casó en Sevilla el 6 de junio de 1885 con María de los Ángeles Sanjuán y Garvey (m. 17 de diciembre de 1937), viuda su primer matrimonio con Alberto Mencos y Ezpeleta, conde del Fresno de la Fuente de quien no hubo sucesión. Le sucedió su hija.
- María de la Concepción Castrillo y Sanjuan (Sevilla), IV vizcondesa de Benaoján, IX marquesa de Cuevas del Becerro y XI marquesa de Benamejí,[5] grande de España.

Casó 28 de abril de 1913 con Manuel de la Lastra y Liendo (m. 23 de abril de 1939) marqués de la Fuensanta del Valle. Le sucedió su hijo.
- Marcos de la Lastra y Castrillo (junio de 1859-25 de marzo de 1908), IV vizconde de Benaoján, X marqués de Cuevas del Becerro y XII marqués de Benamejí,[5] senador vitalicio.[8]

Sucedió su hermano:
- Alberto de la Lastra y Castrillo (m. 1922), VI vizconde de Benaoján[9]

Casó con María del Pilar Marcos Mauri. Sucedió su hija:
- María del Pilar de la Lastra y Marcos, VII vizcondesa de Benaoján.[10]